# Two tone
Two tone (eller 2 tone) er en musikstil, der er opstået ved at blande elementer fra punk med ska. Lyden fik sit indtog i sen-1970'erne i Storbritannien gennem bands som The Specials, The Beat, The Selecter og de tidlige Madness-numre. Disse bands havde alle kontrakt ved 2 Tone Records i en kortere eller længere periode. Det var Jerry Dammers fra The Specials, der startede pladeselskabet i 1979.
Navnet 2 tone havde to betydninger. For det første hentydede det til ska-scenens "uniform", de sort-hvide jakkesæt, for det andet symboliserede 2 tone solidaritet mellem sorte og hvide på et tidspunkt hvor de racemæssige spændinger mellem sorte og hvide medlemmer af den engelske arbejderklasse var på sit højeste.
Two tone stilen blev hurtigt populær i ghetto-områder i London. Den blev skabt på en tid hvor punken lige havde fået et kæmpe popularitetsboost via bands som The Clash, Sex Pistols, Buzzcocks og Cock Sparrer. I ghettoerne boede der mange immigranter fra Caribien, særligt Jamaica. Disse immigranter kombinerede punkens vildskab, guitarriff og aggressioner med 1960'ernes Jamaicas 1st wave ska, der var kendetegnet ved det karakteristiske off-beat, dominerende bas og til tider med brug af blæsere.